# 阿尔马兹别克·阿坦巴耶夫
阿尔马兹别克·沙尔舍诺维奇·阿坦巴耶夫（1956年9月17日—），吉尔吉斯斯坦政治人物，三次出任吉尔吉斯斯坦总理，前吉尔吉斯斯坦总统、吉尔吉斯斯坦社会民主党主席。

## 生平
阿坦巴耶夫1956年9月17日出生於吉爾吉斯楚河州阿拉梅金地區阿拉尚村，1980年畢業於莫斯科管理學院經濟學系。1983年，阿坦巴耶夫成為吉爾吉斯共和國最高蘇維埃主席團顧問兼秘書。1993年創建吉爾吉斯斯坦社會民主黨並出任該黨領袖，1995年2月當選為議會下議院議員。
2000年10月，阿坦巴耶夫參加總統選舉，但最終以6%低票落敗。2005年9月，他被新總統庫爾曼別克·巴基耶夫任命為工業、貿易和旅遊部部長。2006年4月，他批評時任總統巴基耶夫徇私舞弊、阻撓政治改革並主動辭去職務。此後，他與同年請辭的吉議長捷克巴耶夫共同組建了「支持改革」反對派聯盟。2007年3月29日，經時任總統巴基耶夫提名，阿坦巴耶夫接替阿齊姆·伊薩別科夫，出任吉爾吉斯斯坦政府總理，亦成為中亞國家第一位反對黨總理。2007年5月11日，阿坦巴耶夫遭下毒，於土耳其一家醫院接受治療。2007年10月24日，阿坦巴耶夫內閣宣佈總辭，一個月後亦辭去總理職務，獲總統巴基耶夫接納。
2008年12月，阿坦巴耶夫領導的社會民主黨在內的7個反對黨派和12個反對派組織組建“聯合人民運動”，要求總統巴基耶夫提前下台。2009年4月，阿坦巴耶夫被“聯合人民運動”推選為唯一的反對派候選人，參加周年7月舉行的總統選舉。選舉後，中央選舉委員會宣布巴基耶夫以絕對優勢贏得選舉，順利連任。阿坦巴耶夫拒絕承認計票結果，聲稱選舉過程非法。2010年4月7日，吉爾吉斯斯坦發生大規模騷亂，巴基耶夫政府被推翻，本人亦逃離至南方城市奧什，反對派隨即成立了臨時政府，阿坦巴耶夫出任第一副總理。同年10月，吉爾吉斯斯坦舉行議會選舉，組建了執政聯盟。12月，議會任命阿坦巴耶夫為政府總理。2010年12月17日，再次當選吉爾吉斯斯坦政府總理。2011年10月30日，阿坦巴耶夫在總統選舉中以63%得票率獲勝，並於同年12月1日宣誓就職，任期至2017年11月24日。
2019年8月7日晚，索隆拜·熱恩別科夫當局派出特種部隊試圖拘捕被指「涉嫌腐敗、篡奪權力和非法改造土地」的阿坦巴耶夫，遭到他的支持者阻止，期間一名特種部隊成員中槍喪生。8月8日當局再次進行拘捕行動，阿坦巴耶夫投降。2020年6月23日，比什凯克市五一区法院判決阿坦巴耶11年2个月有期徒刑，并没收所有财产和撤回所有国家奖章。2020年吉尔吉斯斯坦示威期間的2020年10月6日，阿坦巴耶夫被抗議者釋放。10月10日，阿坦巴耶夫再度被吉爾吉斯斯坦安全部门逮捕。

## 家庭
阿坦巴耶夫共經歷過兩段婚姻，與第一任妻子共育有各自兩名兒子及女兒，與第二任為醫學副博士的妻子共育有各自一名兒子及女兒。其中小女兒阿麗亞·沙基耶娃（Aliya Shagieva）是一名設計師，她曾舉辦過作品展，並將工作收入都捐贈，2016年以19歲之齡和男友結婚。

## 荣誉

### 外国勋章奖章
- 二等塞尔维亚共和国勋章（塞尔维亚，2017年5月于莫斯科颁发[7]）

## 參看
- 鬱金香革命

## 外部連結
| 官衔                                        | 官衔                                                    | 官衔                               |
| ------------------------------------------- | ------------------------------------------------------- | ---------------------------------- |
| 前任者： 阿齐姆·伊萨别科夫                  | 吉爾吉斯斯坦总理 （一次） 2007年3月29日－2007年11月28日 | 繼任者： 伊斯肯德尔别克·艾达拉耶夫 |
| 空缺上一位持有相同頭銜者：达尼亚尔·乌谢诺夫 | 吉爾吉斯斯坦总理 （二次） 2010年12月17日－2011年9月23日 | 繼任者： 奥穆尔别克·巴巴诺夫       |
| 前任者： 奥穆尔别克·巴巴诺夫                | 吉爾吉斯斯坦总理 （三次） 2011年11月14日－2011年12月1日 | 繼任者： 奥穆尔别克·巴巴诺夫       |
| 前任者： 罗萨·奥坦巴耶娃                    | 吉爾吉斯斯坦总统 2011年12月1日－2017年11月24日          | 繼任者： 索隆拜·熱恩別科夫         |